# 六景站
六景站是位于广西壮族自治区横县六景镇的一个铁路车站，当地邮政编码530313。车站建于1951年，有湘桂铁路经过该站，现仅办理货运，不办理客运业务，车站及其上下行区间均未电气化。车站距离衡阳站728公里，隶属南宁铁路局，是四等站。